# Donald Where's Your Troosers?
Donald Where's Your Troosers? är en skotsk sång från 1960, skriven av Andy Stewart. 
Den har även spelats in av bland andra The Irish Rovers.
Sången humoriserar kring skottarnas traditionella bärande av kilt istället för byxor.